# Навальпераль-де-Тормес
Навальпераль-де-Тормес (ісп. Navalperal de Tormes) — муніципалітет в Іспанії, у складі автономної спільноти Кастилія-і-Леон, у провінції Авіла. Населення — 113 осіб (2010).
Муніципалітет розташований на відстані близько 140 км на захід від Мадрида, 60 км на південний захід від Авіли.
На території муніципалітету розташовані такі населені пункти: (дані про населення за 2010 рік)
- Навальпераль-де-Тормес: 91 особа
- Ортігоса-де-Тормес: 22 особи

## Демографія
Динаміка населення (INE ):